# Canghungo
Canghungo o ''Canchungo és una vila i un sector de Guinea Bissau, situat a la regió de Cacheu. Té una superfície 643 kilòmetres quadrats. En 2008 comptava amb una població de 45.899 habitants.
Anteriorment, Canghungo era conegut com a "Teixeira Pinto", en homenatge al Capità João Teixeira Pinto.